# 김정배 (교수)
김정배(金正培, 1977 ~ )는 대한민국의 교수이다. 현재 원광대학교 문예창작학과 및 교양교육원 교수, 일반대학원 음악문화학과 지도교수로 재직 중이다. 작곡가이자 가수로 활동 중인 "정음"(본명:김정흠, 1968~ )의 동생이다.

## 활동
글마음조각가라는 필명으로 팟캐스트 건강인문학 <약그시바> 진행자로 활동했으며, 전주 MBC 라디오 <정진권/이충훈의 모범방송>, <귀가 번쩍 여섯시>, <두시N놀자>, 특집 프로그램 <청춘을 들려다오>, <인문현답> 등에서 시처방 상담가로도 활동 중이다. 2021년에는 TBN 전북교통방송의 '시를 띄우다'코너에 고정게스트로 출연하기도 했다. 현재는 전주 MBC 라디오 <여성시대>의 '글을 먹는 브런치'와 '핵.인.싸', TBN 전북교통방송의 '단어인문학'코너에 매주 출연하고 있다. 2002년 ㈔시사랑문화인협의회에서 주최한 <포엠Q픽션> 제2회 사이버신춘문예 시부문에 <무명 가수는 누군가를 닮아 있다>로 등단했다. 2019년 <시인동네> 문학평론 부문에 당선되어 문학평론가로도 활동 중이다.

## 작품

### 비평집
<라그랑주 포인트에서의 시읽기>(문학들, 2022)

### 시평집
<나는 시를 모른다>(지식과감성, 2019)

### 포토포엠
<사진이라는 문장>(모이, 2021)
<저만치 혼자서 피어있는 하루>(밥북, 2020)

### 왼손그림 시화집
<이별 뒤의 외출>, 글, 그림 글마음조각가 김정배(나무와숲, 2021)

### 그린책
<이상형과 이상향>, 글 강윤미, 그림 글마음조각가 김정배(나무와숲, 2021)
<엄마의 셔츠>, 글 강윤미, 그림 글마음조각가 김정배(밥북, 2020)

### 시노래 및 작사
- <사과꽃>(詩.글마음조각가 김정배, 곡.오은하, 노래.이백희, 남수민)
- <라일락꽃 피고 질 때>(詩.글마음조각가 김정배, 곡.고니, 노래.고니밴드)
- <수족관(aquarium)'>, ((詩.글마음조각가 김정배, 곡.이덕현, 노래.이덕현)
- <Pray Pray Pray>(詩.글마음조각가 김정배, 그림.최현주, 곡.고니, 노래.고니밴드)
- <나무>(詩.글마음조각가 김정배, 그림.김제민, 곡.고니, 노래.고니밴드)
- <베타>(詩.글마음조각가 김정배, 그림.이현정, 곡.하와곤, 노래.김성하)
- <Breathing of life>(詩.글마음조각가 김정배, 그림.영케이, 곡.우타우, 노래.우타우)
- <저기 걸어간다>, (詩.글마음조각가 김정배, 그림.김천정, 곡.고니, 노래.고니밴드)
- <자유악당>, (詩.글마음조각가 김정배, 곡.레이, 노래.인문밴드레이)
- <오 마이 셀프>, (詩.글마음조각가 김정배, 곡.고니, 노래.고니밴드)

### 무대공연작품
동화창작콘서트 <사과꽃>, 대본 및 가사 김정배, 기획 전북겨레하나(2022)
랙처콘서트 <미오전>, 출연 글마음조각가 김정배, 기획 문화공간 이룸(2022)
역사음악창작극 <꼬마>, 기획 김지훈, 대본 및 가사 글마음조각가 김정배(2019)
목욕탕연극 <목‘욕’합니다. 웃음을 밀어‘드’립니다>, 대본 및 연출 글마음조각가 김정배(2020)
모노드라마 <어떻게 기억해 냈을까>, 대본 및 가사 글마음조각가 김정배(2021)